# Wilhelm von Diez

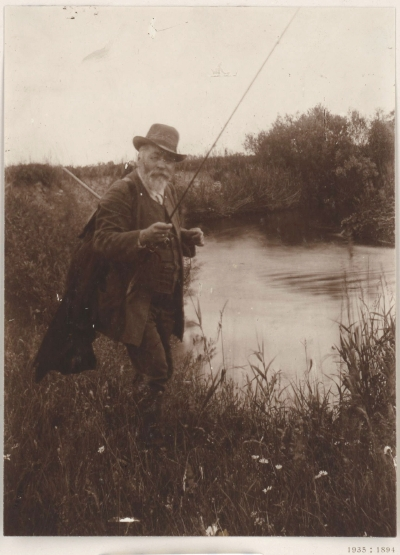
Wilhelm von Diez

Albrecht Christoph Wilhelm Diez, ab 1893 von Diez, (* 17. Januar 1839 in Bayreuth; † 25. Februar 1907 in München) war ein deutscher Maler und Illustrator der Münchner Schule.

## Leben

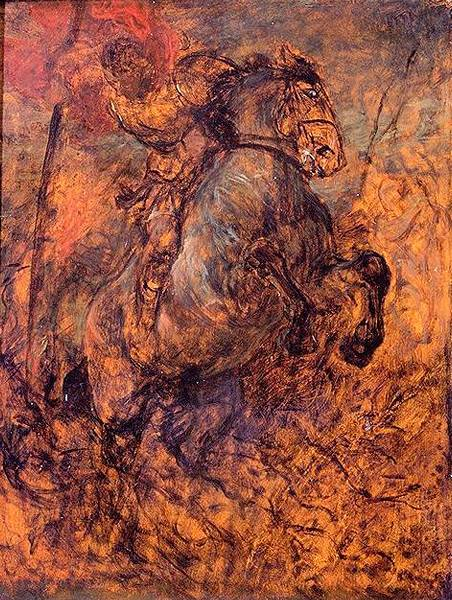
Wilhelm von Diez: Sankt Georg, der Drachentöter (Studie, 1897)

Diez besuchte die Gewerbeschule in Bayreuth, von 1853 bis 1855 die polytechnische Schule in München, und 1855 die Kunstakademie München, wo er vier Wochen Schüler von Karl Theodor von Piloty war. Er verließ die Akademie jedoch nach kürzester Zeit wieder und bildete sich autodidaktisch als Zeichner und Maler weiter.
Diez wurde zuerst durch zahlreiche Arbeiten in den Fliegenden Blättern und den Münchener Bilderbogen bekannt. 1871 illustrierte er Friedrich Schillers Geschichte des dreißigjährigen Krieges. Seine Zeichnungen sind von einem leichten Strich in der Art von Radierungen und offener, klarer Behandlung des Schattens geprägt. Später trat er auch durch Genremalerei, Tierbilder und Landschaftsmalerei hervor.
Im Januar 1871 wurde Diez Lehrer an der von Wilhelm von Kaulbach geleiteten Münchner Kunstakademie und bald darauf dort Professor. In dieser Stellung übte er einen entscheidenden Einfluss nicht nur auf zahlreiche Schüler (darunter Franz Marc, Max Slevogt, Wilhelm Trübner, Ludwig von Löfftz, Heinrich Lefler, Joseph Henfling, Hans Gyenis, Alfred Schwarzschild, Franz Xaver Dietrich, Alfred Juergens und Fritz Mackensen), sondern auch auf die Entwicklung der ganzen Münchner Schule in Richtung des Kolorismus aus. Diez ging es nicht darum, eine einzelne Szene ihrer äußeren Erscheinung wegen zu malen, wie die in der Münchner Schule bis dahin vorherrschende Historienmalerei es tat; er führte dem Betrachter vielmehr auch in seinen kleinsten Bildern ein Stück Kulturgeschichte vor.
Auf der Münchner Internationalen Ausstellung von 1883 wurde ihm für die Anbetung der Hirten die „Große goldene Medaille“ zuerkannt.
Sein Grab befindet sich im Alten Nordfriedhof München.

## Werke
- Waldfest (zur Rokokozeit), Nationalgalerie Berlin
- Totes Reh, Nationalgalerie Berlin
- Sankt Georg der Drachentöter (Studie), Nationalgalerie Berlin

## Ehrungen
- 1877: Verdienstorden vom Heiligen Michael (Ritter 1. Klasse) (= nach Neuordnung der Stufen ab 1887: III. Klasse)
- 1889: Maximilians-Orden für Wissenschaft und Kunst
- 1893: Verleihung des Verdienstordens der Bayerischen Krone, hierdurch Erteilung des persönlichen Adels (in Bayern) mit Prädikat „Ritter von“
- 1903: Verdienstorden vom heil. Michael II. Klasse

## Rezeption
In seiner Heimatstadt Bayreuth sowie in Erding ist jeweils eine Straße nach ihm benannt.

## Galerie

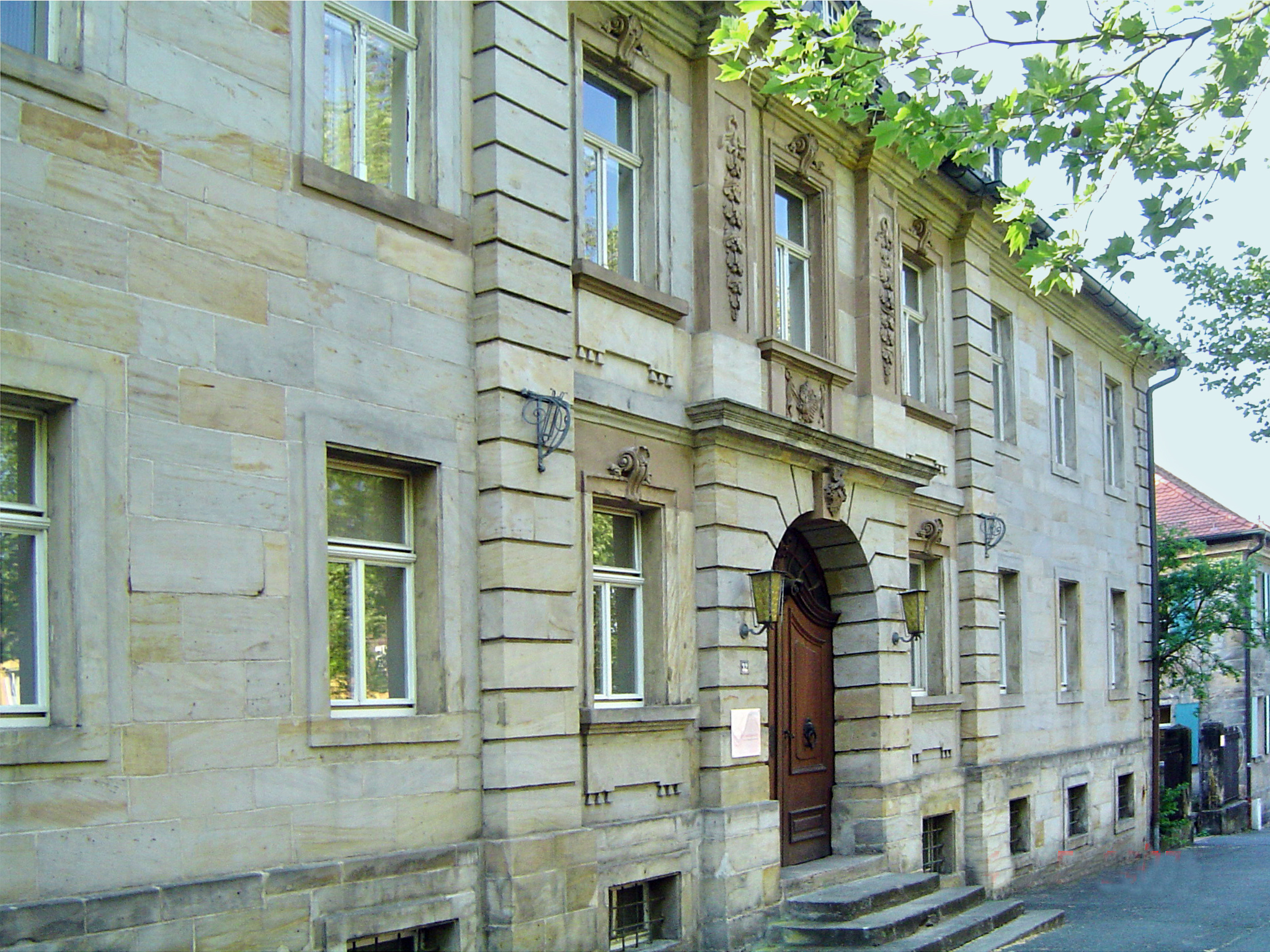
Bayreuth, Brandenburger Straße 32, Geburtshaus des Malers Wilhelm von Diez
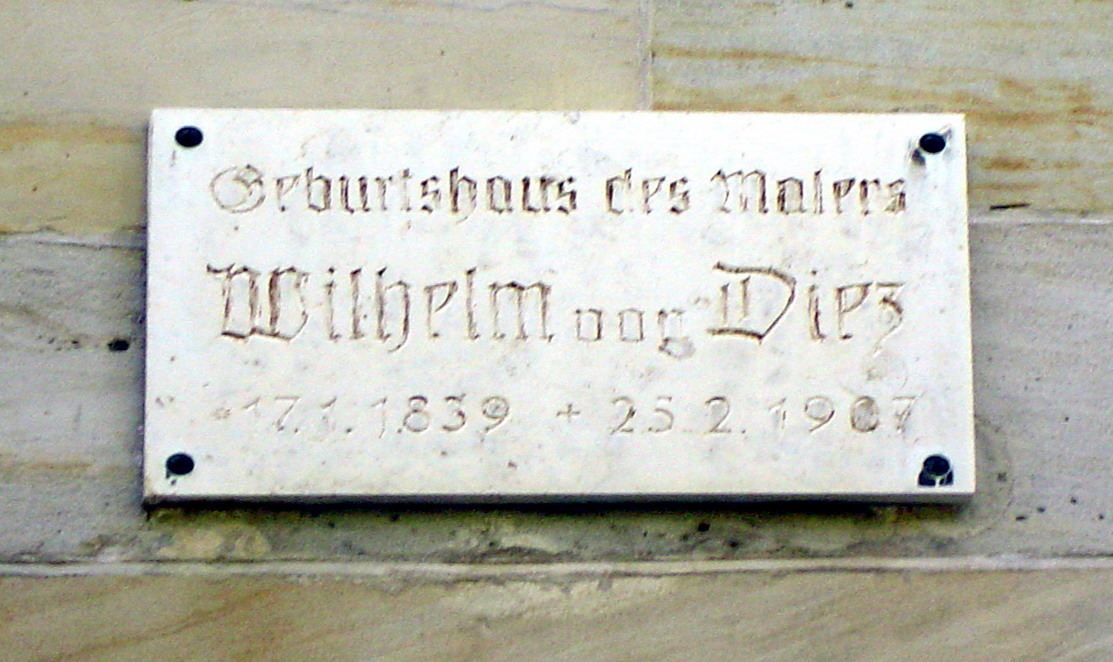
Bayreuth, Brandenburger Straße 32, Geburtshaus des Malers Wilhelm von Diez (Hinweistafel)